# 鍾慧琪
鍾慧琪（Choong Wai Chi Joyce，1995年12月20日—），馬來西亞女子羽毛球運動員。

## 簡歷
因其父锺柏成经营体育用品专卖店，并喜爱足球，使锺慧琪在小时候原本有意成为足球运动员。他爸爸后来意识到足球的前途不大，便引导锺慧琪改打羽毛球，还在她四年级时送到李宗伟的启蒙导师郑炳发学习。在这之后锺慧琪进入武吉加里尔体育学校就读，主要项目为女双和混双。
在2012马来西亚全国学联赛中锺慧琪搭档谢宜希出战女双组，以18比21、21比18、21比19击败联邦直辖区组合夺得女双冠军。锺慧琪也和蔡佳烨赢得混双冠军。锺慧琪也在2012年获槟城教育局颁发最佳女子运动员的荣耀。
2013年，鍾慧琪與葉錚雯合作出戰大马羽球公开赛，但甫入正赛就遭日本2号种子松友美佐纪和高桥礼华以两局淘汰出局。之后两人在该年3月初的荷兰青少年羽球赛不敌泰国组合获得亚军。
2015年2月，鍾慧琪與葉錚雯合作出戰伊朗羽毛球國際挑戰賽女子雙打賽事，最終在決賽以0比2（19-21、18-21）輸給土耳其首號種子奥兹格·巴伊拉克/内斯里汉·伊吉特，屈居亞軍。

## 主要比賽成績
只列出曾進入準決賽的國際賽事成績：
| 年份          | 賽事                       | 公開賽級別 | 項目     | 拍檔                | 成績   |
| ------------- | -------------------------- | ---------- | -------- | ------------------- | ------ |
| 代表 马来西亚 |                            |            |          |                     |        |
| 2011年        | 亞洲青年羽毛球錦標賽       | 其他       | 混合團體 | －                  | 亞軍   |
| 2011年        | 世界青年羽毛球錦標賽       | 其他       | 混合團體 | －                  | 冠軍   |
| 2013年        | 樂魚羽毛球國際系列賽       | 國際系列賽 | 女子雙打 | 葉錚雯              | 準決賽 |
| 2015年        | 伊朗羽毛球國際挑戰賽       | 國際挑戰賽 | 女子雙打 | 葉錚雯              | 亞軍   |
| 2015年        | 比利時羽毛球國際賽         | 國際挑戰賽 | 女子雙打 | 葉錚雯              | 亞軍   |
| 2015年        | 馬來西亞羽毛球國際挑戰賽   | 國際挑戰賽 | 女子雙打 | 葉錚雯              | 準決賽 |
| 2016年        | 樂魚羽毛球國際挑戰賽       | 國際挑戰賽 | 女子雙打 | 葉錚雯              | 準決賽 |
| 2016年        | 印度羽毛球國際系列賽       | 國際系列賽 | 女子雙打 | 林智琳              | 亞軍   |
| 2017年        | 越南羽毛球國際挑戰賽       | 國際挑戰賽 | 女子雙打 | 鄭清憶              | 亞軍   |
| 2018年        | 南澳洲羽毛球國際賽         | 國際挑戰賽 | 女子雙打 | 格罗娅·萨莫维尔     | 準決賽 |
| 代表          |                            |            |          |                     |        |
| 2022年        | 大洋洲羽毛球錦標賽         | 其他       | 女子雙打 | 西尔维娜·库尔尼亚万 | 冠軍   |
| 2023年        | 大洋洲羽毛球錦標賽         | 其他       | 女子雙打 | 格羅婭·薩莫維爾     | 季軍   |
| 2023年        | 大洋洲羽毛球混合團體錦標賽 | 其他       | 混合團體 | －                  | 冠軍   |
| 2023年        | 雪梨羽毛球國際賽           | 國際系列賽 | 女子雙打 | 陳煊渝              | 準決賽 |

| 2007-2017年 | 首要超級賽 | 超級賽 | 黃金大獎賽 | 大獎賽 | 國際挑戰賽 | 國際系列賽 | 未來系列賽 | 其他 |

| 2018-2026年 | 總決賽 | 超級1000賽 | 超級750賽 | 超級500賽 | 超級300賽 | 超級100賽 | 國際挑戰賽 | 國際系列賽 | 未來系列賽 | 其他 |

### 奧運會和世錦賽參賽紀錄
|          | 搭檔   | 2015 |
| -------- | ------ | ---- |
| 女子雙打 | 葉錚雯 | 32強 |